# (34266) Schweinfurth
2000 QF125 (asteroide 34266) é um asteroide da cintura principal. Possui uma excentricidade de 0.01842780 e uma inclinação de 9.82774º.
Este asteroide foi descoberto no dia 31 de agosto de 2000 por LINEAR em Socorro.